# 269

## Събития
- лятото – Битката при Ниш между херули, готи и Римската Империя.